# Hartwig Balzer
Hartwig Balzer (* 25. Juni 1945 in Halle) ist ein deutscher Jurist.

## Leben
Nach seinem 1965 am Friedrichsgymnasium in Kassel bestandenen Abitur absolvierte Balzer von 1967 bis 1971 ein rechtswissenschaftliches Studium an der Universität Tübingen. Dem Zweiten Staatsexamen im Jahr 1973 folgte eine Tätigkeit als Richter auf Probe am Sozialgericht Duisburg. Diese berufliche Karrierephase war unterbrochen durch Abordnungen an das nordrhein-westfälische Ministerium für Arbeit, Gesundheit und Soziales sowie an das Sozialgericht Dortmund und das Landessozialgericht in Essen. Im Oktober 1977 wurde Balzer zum Richter am Sozialgericht ernannt. Dem folgte im April 1983 die Bestellung zum Richter am Landessozialgericht Nordrhein-Westfalen. Dort wirkte er seit April 1989 als Vorsitzender Richter. Seit seiner Wahl zum Richter am Bundessozialgericht im November 1989 war er mit Fragen der gesetzlichen Rentenversicherung im Fünften Senat des BSG befasst. 1994 wechselte er in den Zwölften Senat. Dort übernahm er zum 1. Januar 1999 den stellvertretenden Vorsitz. Zum 2. Mai 2002 erfolgte seine Ernennung zum Vorsitzenden Richter. Diese Position füllte er zunächst im Elften, dann ab November 2004 im Zwölften Senat aus. Zum 1. Juli 2010 trat er in den Ruhestand.
Überdies fungierte Balzer von September 1995 bis Juni 2005 als Bibliothekskommissions-Vorsitzender. Seiner sich von Juli 1998 bis Juni 2002 erstreckenden Mitgliedschaft im Präsidialrat trat von Januar 2001 bis Dezember 2004 diejenige im Präsidium des BSG hinzu.

## Quelle
- Vorsitzender Richter am BSG Balzer im Ruhestand, juris vom 1. Juli 2010

| Personendaten    | Personendaten    |
| ---------------- | ---------------- |
| NAME             | Balzer, Hartwig  |
| KURZBESCHREIBUNG | deutscher Jurist |
| GEBURTSDATUM     | 25. Juni 1945    |
| GEBURTSORT       | Halle            |